# کریگ پارکر
کریگ پارکر (به انگلیسی: Craig Parker) (زاده ۱۲ نوامبر ۱۹۷۰) یک هنرپیشه نیوزلندی است.
وی که از سال ۱۹۸۷ تا هم‌اکنون در این صنعت فعال بوده، در ۶ فیلم سینمایی بازی کرده‌است.
او بیشتر به خاطر ایفا کردن نقش‌های هالدیر در ارباب حلقه‌ها: یاران حلقه (سال ۲۰۰۱) و ارباب حلقه‌ها: دو برج (سال ۲۰۰۳)، راهل سیاه در افسانه‌ی جستجوگر (سال ۱۰-۲۰۰۸) و گایوس کلادیوس گالبر در اسپارتاکوس (سال ۱۲-۲۰۱۰) مشهور است.

## زندگی شخصی
کریگ در سووا، ویتی لوو، فیجی زاده شد. پدربزرگ وی زمانی که عضو ارتش بریتانیا بود از ادینبرو، اسکاتلند به فیجی نقل مکان کرد. جدا از ریشه‌ی اسکاتلندی کریگ ریشه‌ی ولزی، دانمارکی، انگلیسی و کورنی دارد.

## فیلم‌شناسی

### سینما
| سال  | فیلم                           | نقش           | یادداشت‌ها |
| ---- | ------------------------------ | ------------- | --------- |
| ۱۹۹۸ | دلبر یک سرباز                  | سرباز شماره ۱ |           |
| ۲۰۰۱ | هیچ کس نمی‌تواند صدایت را بشنود | هنلی          |           |
| ۲۰۰۱ | ارباب حلقه‌ها: یاران حلقه       | هالدیر        |           |
| ۲۰۰۳ | ارباب حلقه‌ها: دو برج           | هالدیر        |           |
| ۲۰۰۶ | عاشقان آخرهفته                 | مت            |           |
| ۲۰۰۹ | جهان زیرین: ظهور لایکن‌ها       | ساباس         |           |